# أحمد توفيق (لاعب كرة قدم)
أحمد توفيق (مواليد 1 أكتوبر 1991، مركز كفر صقر محافظة الشرقية، بمصر) هو لاعب كرة قدم مصري يلعب حاليًا في صفوف نادي الأهرام في مركز الوسط الدفاعي و ايضاً في مركز الظهير الأيمن.
وهو شقيق اللاعب نادي طلائع الجيش الحالي عبد العزيز توفيق ولاعب الأهلي الحالي أكرم توفيق.

## مسيرته الكروية
بدأ مسيرته الكروية مع أشبال نادي الزمالك في عام 2007 وحتى 2010. ثم تم تصعيده للفريق الأول عام 2011. استمر مع الزمالك حتى انتقاله لصفوف نادي الأهرام في يوليو 2018.

## الألقاب
الزمالك
- كأس مصر:
  - البطل (5): 2018[2]، 2016[3]، 2015 ،2014 ،2013
- الدوري المصري الممتاز:
  - البطل (1): 2015
- كأس السوبر المصري:
  - البطل (1): 2017

## روابط خارجية
- أحمد توفيق على موقع قاعدة بيانات كرة القدم.إي يو (الإنجليزية)
- أحمد توفيق على موقع ناشيونال فوتبول تيمز (الإنجليزية)
- أحمد توفيق على موقع Soccerway.com (الإنجليزية)